# Weißenburg (Gemeinde Frankenfels)
Weißenburg ist ein Ort in den Türnitzer Alpen im niederösterreichischen Mostviertel und gehört zur Gemeinde Frankenfels im Bezirk St. Pölten-Land.

## Geographie
Der Ort befindet sich etwa 31 Kilometer südwestlich von St. Pölten, etwa 2½ Kilometer nordöstlich des Gemeindehauptorts. Er liegt entlang des unteren Weißenbachs, einem Nebengewässer der Pielach, zwischen Mündung und der Einmündung des Tiefenbachs, auf um die 440 m ü. A. Höhe. Nördlich erhebt sich der Bichlberg (859 m ü. A.), der zum Höhenrücken zwischen Pielachtal und Texingtal gehört, südlich der Frankenfelsberg (933/918 m ü. A.). Am Sporn der Weißenbachmündung in die Pielach steht die jüngst als Ruine sanierte Burg Weißenburg.
Die Ortslage umfasst etwa 45 Gebäude, die sich in zwei Rotten entlang des Bachs und der L 5226 (Pielachtal Straße B 39 – Plankenstein – L 89) erstrecken.
Der kleinere Teil, etwa 15 Häuser, gehören zur Weißenburggegend, 30 Häuser taleinwärts zur Tiefgrabenrotte. In beiden Ortschaften macht Weißenburg heute den überwiegenden Teil der Bevölkerung aus.
Nachbarorte
| Tiefgrabenrotte |                                             | Weißenburggegend             |
|                 | Kompassrose, die auf Nachbargemeinden zeigt | Schroffengegend (Gem. Loich) |
| Lehengegend     | Hofstadtgegend                              | Pielachleitengegend          |

## Geschichte
Die Weißenburg bzw. Burg Weißenberg (Weizzenberg, Weissenberch) ist schon im 12. Jahrhundert urkundlich. Schon bald dürfte sich unterhalb der Feste ein kleines Dörfl mit der Taverne, einem Meierhof und einer Mühle gebildet haben. Die Weissenburger starben schon im 14. Jahrhundert aus, dann wechselte die Ortsherrschaft vielfach den Besitzer.
1837 schrieb Franz Xaver Schweickhardt in seinen historisch-topographische Beschreibungen,
dass die Rotte 7½ Stunden Entfernung zur nächsten Poststation (St. Pölten) hatte, und zum Landgericht Friedau gehörte, und zum Wehrkreis des Linien-Infanterie-Regiments Nr. 49. Die Einwohner waren Waldbauern, es gab eine Mühle mit Säge, ein Wirtshaus, ein herrschaftliches Jägerhaus, und einige Handwerker.
Im Zuge der Revolution von 1848/1849 im Kaisertum Österreich kam die Ortslage von der Herrschaft Kirchberg an der Pielach zur Gemeinde Frankenfels.
1905 wurde die Pielachtalstrecke der Mariazellerbahn von Kirchberg bis Laubenbachmühle fertiggestellt (bis Kirchberg und weiter nach Mank fuhr die Bahn schon 1898). In Weissenbach wurde eine Verladestation (beim ehemaligen Elendgartenhäusl, Weißenburggegend 15) eingerichtet. Diese wurde aber um 1925 schon wieder aufgelassen.
Schon um 1930 wurde im Gemeinderat darüber diskutiert, eine eigene Schule im Weißenbachtal zu errichten.
Während der ältere Teil zur Weißenbachgegend nördlich der Burg gerechnet wird, bildete sich seit den 1980ern bachabwärts der Ortslage Hof von Tiefgrabenrotte ein Neusiedlungsgebiet. dieses wird ebenfalls zu Weißenburg gerechnet, womit sich der Ort heute auch zwei Gemeindeteile verteilt.

### Feuerwehr

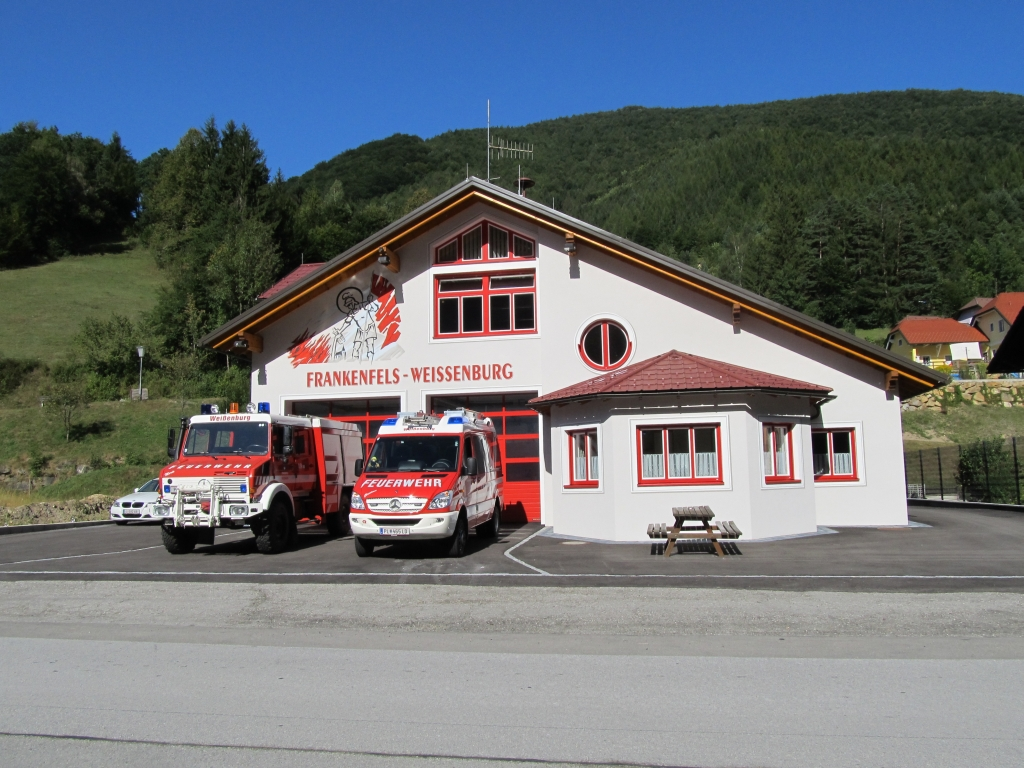
Das zwischen 2009 und 2012 sanierte und erweiterte Feuerwehrhaus der Freiwilligen Feuerwehr Weißenburg

Auf Grund der großen Gemeindefläche und der dadurch exponierten Lage der vor allem landwirtschaftlichen Betriebe gibt es seit 1938 eine Löschgruppe (später ein abgesetzter Zug) der Freiwilligen Feuerwehr Frankenfels. Die gebrauchten Geräte kamen anfangs von der Feuerwehr Frankenfels, dem Privatbesitz von Gründerkommandant Leopold Härtensteiner und nach dem Krieg der UNRRA. 1979 bis 1980 wurde der Neubau des Feuerwehrhauses aus finanziellen Mitteln der Marktgemeinde Frankenfels und der Feuerwache Weißenburg sowie durch rund 3420 freiwilligen und kostenlosen Arbeitsstunden in der Tiefgrabenrotte 22 errichtet und 1986 der abgesetzte Zug in eine Feuerwehrwache mit Feuerwachekommandant umbenannt. Kommandanten dieser Feuerwache waren der Gründer Leopold Härtensteiner, Johann Weissenbacher, Franz Karner, und seit 27. Jänner 2010 Brandinspektor Günter Tuder. 2009 bis 2012 wurde das Feuerwehrhaus aus finanziellen Mitteln der Marktgemeinde Frankenfels und der Feuerwache Weißenburg sowie durch rund 10.500 freiwilligen und kostenlosen Arbeitsstunden erweitert und generalsaniert.
Am 7. Mai 2017 erfolgte die Gründung der Freiwilligen Feuerwehr Weißenburg, die aus der Feuerwache Weißenburg hervorgegangen ist. Grundungs-Feuerwehrkommandant wurde Oberbrandinspektor Günter Tuder. Im Jänner 2021 wurde OBI Christoph Prammer zum neuen Kommandanten gewählt. Diese Feuerwehr hat 26 Mitglieder und verfügt über ein Tanklöschfahrzeug (TLFA 1000, Baujahr 1995, Mercedes Unimog) und ein Kleinlöschfahrzeug (KLFA, Baujahr 2012, Mercedes Sprinter).

## Infrastruktur und Sehenswürdigkeiten
Die Taverne wurde als Gasthaus um 1975 geschlossen. Es gibt aber seit dem 19. Jahrhundert das Gasthaus Schönau (Weißenburggegend 17), welches noch heute im Betrieb ist.
Die Burg Weißenburg aus dem 12. Jahrhundert ist seit den 1970ern Privatbesitz und wird revitalisiert. Sie dient unter anderem als Veranstaltungszentrum.
Zwischen der Taverne und der Weißenburg befindet sich das 1708 errichtete und später zur Kapelle umgewandelte Annakreuz.

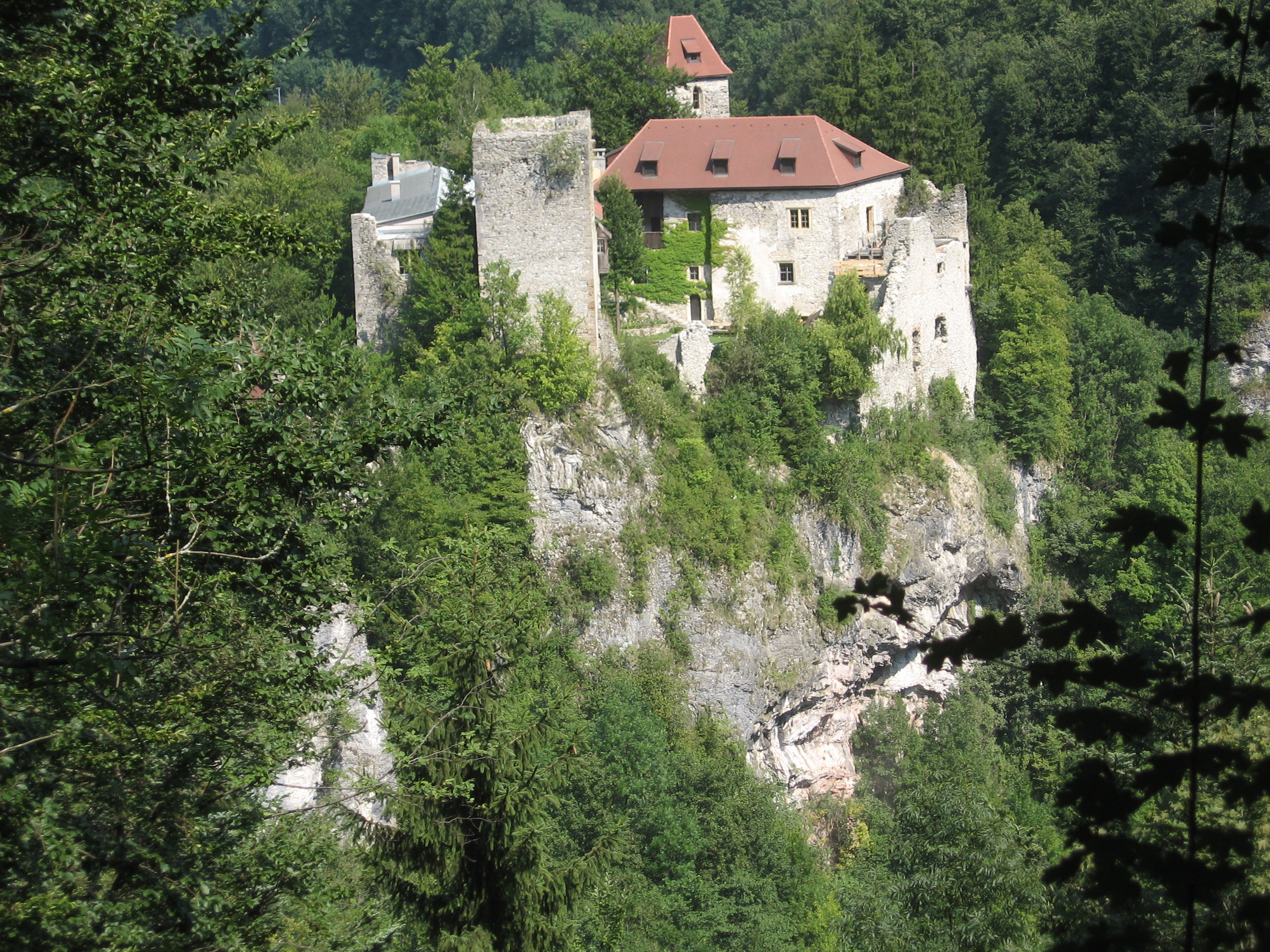
Burg Weißenburg vom Annakreuz
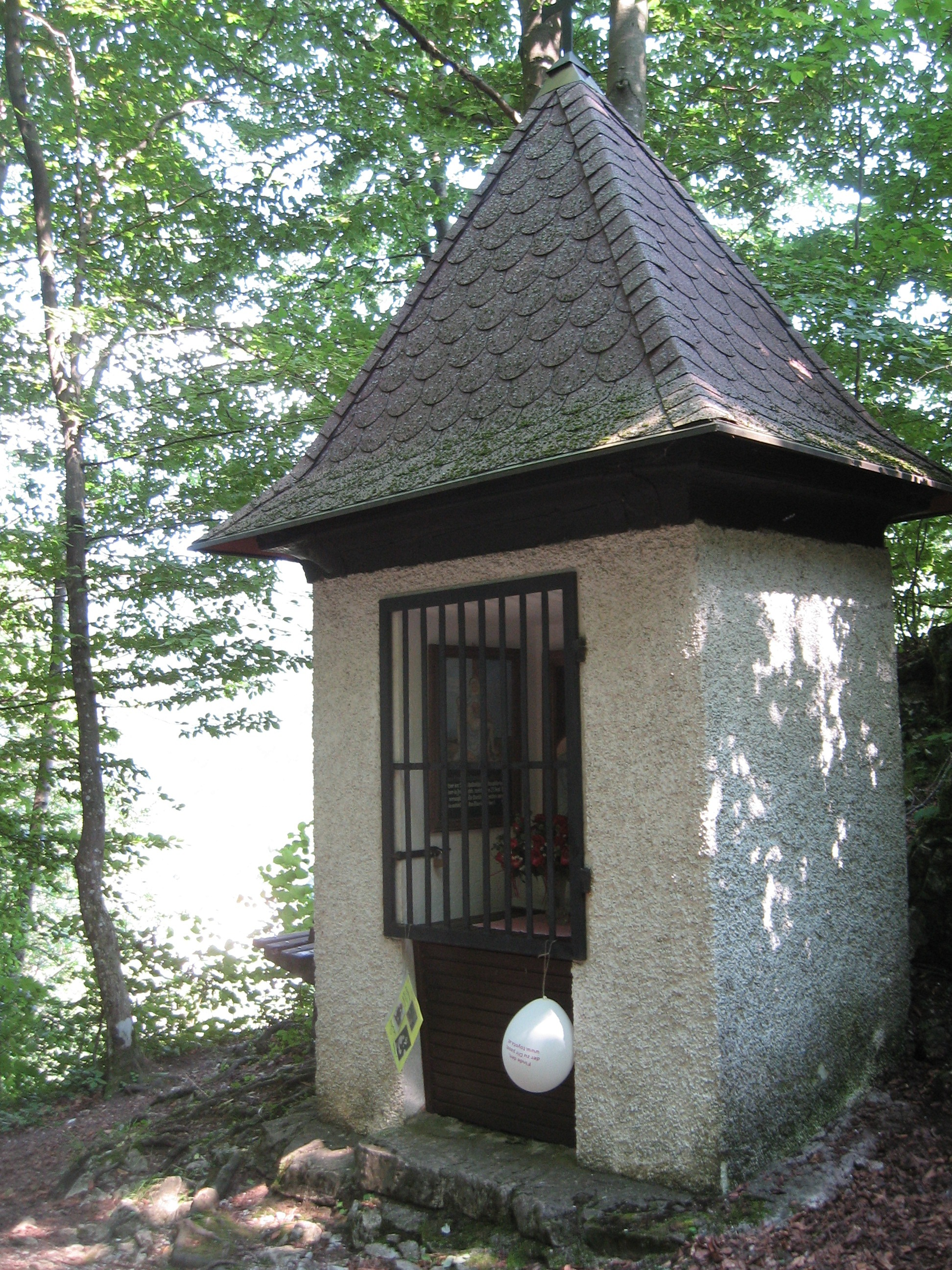
Anna-Kapelle beim Anna-Kreuz

## Nachweise
- 31906 – Frankenfels. Gemeindedaten der Statistik Austria

1. ↑  
Die L 5226 ist beschrieben mit: NÖ Landesstraßenverzeichnis (Memento vom 2. Oktober 2013 im Internet Archive).  8500/99; Stammverordnung 84/00, 2000-08-24, Blatt 1–144 (i.d.g.F. online, ris.bka).
2. 1 2  Franz Xaver Schweickhardt: Darstellung des Erzherzogthums Österreich unter der Ens, durch umfassende Beschreibung aller Burgen, Schlösser, Herrschaften, Städte, Märkte, Dörfer, Rotten etc. etc., topographisch-statistisch-genealogisch-historisch bearbeitet und nach den bestehenden vier Kreis-Vierteln [alphabetisch] gereiht. [Teil:] Viertel Ober-Wienerwald. 14 von 34 Bänden. 7. Band: Schwerbach-Gegend (Herrschaft Kirchberg) bis Weissenbach. Wallishausser, Wien 1837, S. 20 (Weissenburg – Internet Archive).
3. ↑  Lit. Gamsjäger: Frankenfelser Häuserbuch, S. 450
4. 1 2  Feuerwache Weißenburg (Memento vom 16. März 2014 im Internet Archive), auf ff-frankenfels.at.
5. ↑  Ortsbauernrat Frankenfels (Hubert Größbacher) (Hrsg.): Frankenfelser Flurdenkmäler. Frankenfels um 1995

| Vorherige Station | Mariazellerbahn     | Nächste Station                  |
| ----------------- | ------------------- | -------------------------------- |
| Loich Hst.        | – (Vst. bis 1920er) | Schwarzenbach a. d. Pielach Hst. |